# ملكية النرويج
يُعدّ ملك النرويج رأس الدولة الملكي للنرويج، وهي مَلكية دستورية وراثية بنظام برلماني. يمكن تتبع خط المَلكية النرويجية إلى حكم هارالد ذو الشعر الفاتح والممالك الضئيلة السابقة والتي توحدت لتشكيل النرويج؛ وكانت في اتحادات مع كل من السويد والدنمارك لفترات طويلة.
الملك الحالي هو الملك هارلد الخامس، الذي يحكم منذ 17 يناير 1991، إذ خلف والده أولاف الخامس، ويعتبر ولده الوحيد هاكون ولي عهد النرويج. يتولى ولي العهد عدة مهام تشريفية عامة، وينطبق الأمر ذاته على زوجة الملك، الملكة سونيا. يشغل ولي العهد أيضًا منصب الوصي على العرش في غياب الملك. هناك أعضاء آخرين من العائلة الملكية، بما في ذلك ابنة الملك وأحفاده وأخته. منذ حل الاتحاد بين السويد والنرويج، وما لحقه من انتخاب أمير دنماركي ليصبح الملك هاكون السابع عام 1905، أصبحت الأسرة الملكية الحاكمة للنرويج فرعًا من فرع شلسفيغ-هولشتاين-سونديربرغ-غلوكيسبرغ التابع لآل أولدينبرغ؛ الذين يعود أصلهم إلى شلسفيغ-هولشتاين في ألمانيا، وهي الأسرة الملكية ذاتها في الدنمارك واليونان.
بينما يضمن دستور النرويج سلطات تنفيذية هامة للملك، يتمتع مجلس الدولة بهذه الصلاحيات تقريبًا (مجلس الملك، أو حكومة الملك). يعين الملك رسميًا الحكومة وفقًا لحكمه الخاص، لكن الممارسة البرلمانية موجودة منذ عام 1884. استبدلت الممارسة الدستورية معنى كلمة الملك في معظم مواد الدستور من الملك شخصيًا إلى الحكومة المنتخبة. تُعد السلطات المخولة للملك مهمةً ولكن يتعامل معها فقط كسلطات احتياط وكجزء أمني مهم من دور الملكية. وثّق هذه المعلومات رئيس الوزراء نفسه.
ليس للملك، بموجب اتفاقية، مشاركة مباشرة في الحكومة. يصادق على القوانين والقرارات الملكية، ويستقبل ويرسل المبعوثين من وإلى الدول الأجنبية ويستضيف زيارات الدولة. يملك تأثيرًا ملموسًا كبير كرمز للوحدة الوطنية. يُعد خطاب ليلة رأس السنة بمثابة مناسبة، عندما يثير الملك تقليديًا قضايا سلبية. يُعد الملك أيضًا القائد الأعلى للقوات المسلحة النرويجية والمعلم الأكبر في وسام القديس أولاف الملكي النرويجي وفي وسام الاستحقاق الملكي النرويجي. لا يوجد للملك دور رسمي في كنيسة النرويج، ولكن يشترط الدستور أن يكون عضوًا فيها.

## خلفية تاريخية
كان منصب ملك النرويج موجودًا بصورة مستمرة منذ توحيد النرويج عام 872. رغم أن النرويج كانت مملكة وراثية طوال ذلك الوقت، كانت هناك عدة حالات من الخلافة الانتخابية: آخرها، في عام 1905 انتخاب هاكون السابع من قبل شعب النرويج لمنصب الملك من خلال الاستفتاء. في السنوات الأخيرة، اقترح أعضاء من الحزب الاشتراكي اليساري إلغاء الملكية خلال كل جلسة جديدة للبرلمان، رغم عدم وجود أي احتمال لنجاح هذا الاقتراح. يعطي هذا الملكية النرويجية وضعًا فريدًا لكونها عائلة ملكية منتخبة شعبيًا وحظيت بالتأكيد الرسمية من قبل برلمان النرويج.

### المملكة الجرمانية
قبل وفي المرحلة المبكرة من عصر الفايكنغ، قُسمت النرويج إلى عدة ممالك أصغر. يُعتقد أن هؤلاء قد اتبعوا نفس التقليد مثل الملكيات الجرمانية الأخرى في ذلك الوقت؛ كان الملك ينتخب عادةً من قبل كبار المزارعين في المنطقة ويعمل بشكل رئيسي كقاض في التجمعات الشعبية، وككاهن بمناسبة التضحيات وكقائد عسكري في زمن الحرب.
كان هارالد ذو الشعر الفاتح أول ملك للنرويج. يُقال إن تاريخ التشكيل الأول لمملكة نرويجية موحدة على أنه 872، عندما هزم آخر الملوك الضئيلين وقاومه في معركة هافرزفيورد؛ لكن توطيد سلطته استغرق سنوات عديدة. لم تكن حدود مملكة فيرهاير مماثلة لتلك الموجودة في النرويج الحالية، وعند وفاته تقاسم أبناؤه الملكية. يؤكد بعض المؤرخين على السيطرة الملكية الفعلية على البلاد ويؤكدون أن أولاف الثاني، الملقب بالقديس أولاف، الذي حكم من 1015 إلى 1028، كان أول ملك يسيطر على البلاد بأكملها. يُعتقد أن أولاف كان القوة الدافعة وراء تحول النرويج النهائي إلى المسيحية. علاوةً على ذلك، كان في عام 1031 موقرًا كملك أبدي للنرويج، وبعد ذلك ذكر قانون الخلافة 1163 أن جميع الملوك بعد نجل أولاف الثاني، ماغنوس الأول، لم يكونوا ملوكًا مستقلين، ولكن تابعون يضعون النرويج كإقطاعية للقديس أولاف.

### العصور الوسطى
في القرنين الثاني عشر والثالث عشر، كانت المملكة النرويجية في ذروتها الجغرافية والثقافية. شملت المملكة النرويج (بما في ذلك المقاطعات السويدية الحالية يمتلاند، وهريدالن، وسورنا، وإدري وبوهوسلان)، وآيسلندا، وجزر فارو، وغرينلاند، وشتلاند، وأوركني ومناطق أصغر أخرى في الجزر البريطانية. كان للملك علاقات دبلوماسية مع معظم الممالك الأوروبية وشكل تحالفات مع اسكتلندا وقشتالة وغيرها. بُنيت القلاع الكبيرة مثل قاعة هاكون والكاتدرائيات، وأهمها كاتدرائية نيداروس.
في تقليد الملكية الجرمانية، كان على الملك أن ينتخب من قبل جمعية تمثيلية من النبلاء. يجب أن يكون الرجال المؤهلين للانتخاب من دم ملكي؛ ولكن لا يُختار الابن البكر للملك السابق تلقائيًا. خلال حقبة الحرب الأهلية، أعطت قوانين الخلافة غير الواضحة وممارسة تقاسم السلطة بين عدة ملوك في وقت واحد النزاعات الشخصية إمكانية أن تصبح حروبًا كاملة. على مر القرون، عزز الملوك قوتهم، وفي النهاية جعل قانون الخلافة الصارم من النرويج مملكة وراثية بشكل أساسي. يُنتخب الملك، عمليًا، من قبل مجلس المملكة بطريقة مماثلة للدنمارك. انضم إلى وثيقة هاندفيستيننغ وحكم في مجلس النبلاء النرويجيين وفقًا للقوانين القائمة.
بعد وفاة هاكون السادس ملك النرويج عام 1380، خلفه ابنه أولاف الرابع ملك النرويج على عرش كل من النرويج والدنمارك وانتُخب أيضًا ملكًا للسويد. بعد وفاته في سن السابعة عشر، وحدت والدته مارغريتا الممالك الاسكندنافية الثلاث في اتحاد شخصي تحت تاج واحد، في اتحاد كالمار. تسببت وفاة أولاف في نكوص الخط الملكي النرويجي. كان أيضًا آخر ملك نرويجي يولد على أرض نرويجية للسنوات الخمسمئة وسبعة وستين القادمة.
ساهم الموت الأسود 1349-1351 في تدهور الملكية النرويجية، إذ تأثرت الأسر النبيلة والسكان بشكل عام. لكن العامل الأكثر تدميراً للنبلاء والملكية في النرويج كان الانخفاض الحاد في الدخل العائد من ممتلكاتهم. كانت العديد من المزارع مهجورة وعانت الإيجارات والضرائب. تركت هذه الجائحة النظام الملكي النرويجي ضعيفًا من ناحية القوى العاملة ودعم النبلاء والدفاع والقوة الاقتصادية.

## وصلات خارجية
- فيديو حول تاريخ الملكيَّة النرويجيَّة